# Black Stone Cherry

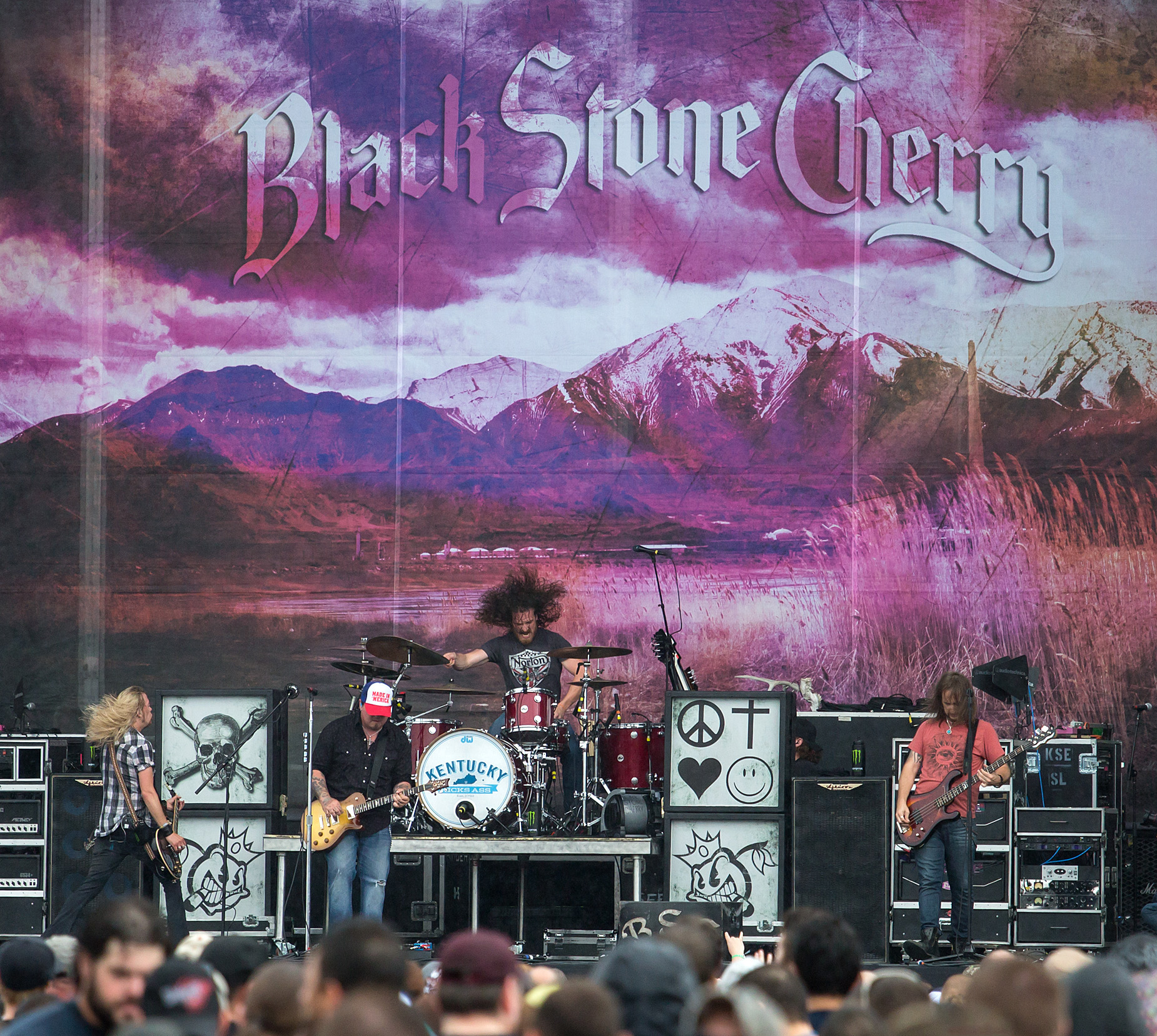
Black Stone Cherry (2014)

Black Stone Cherry is een Amerikaanse hardrock band, opgericht in 2001 in Edmonton (Kentucky). De band bestaat uit Chris Robertson (zanger), Ben Wells (gitarist), Jon Lawhon (bassist) en John Fred Young (drummer). 

## Discografie
Albums
- 2006: Black Stone Cherry
- 2008: Folklore and Superstition
- 2011: Between the Devil and the Deep Blue Sea
- 2014: Magic Mountain
- 2016: Kentucky
- 2018: Family Tree

Ep's
- 2006: Hell & High Water
- 2007: Rain Wizard EP
- 2008: The Kerrang! Radio Sessions EP (Acoustic)

Singles
- 2006: Lonely Train
- 2006: Hell & High Water
- 2007: Rain Wizard
- 2007: Big City Lights
- 2008: Blind Man
- 2008: Please Come In
- 2009: Things My Father Said
- 2009: Soulcreek
- 2011: White Trash Millionaire
- 2011: Blame it on the Boom Boom
- 2011: In My Blood
- 2014: Me and Mary Jane

### Dvd
| Dvd's met hitnoteringen in de DVD Top 30                   | Datum van verschijnen' | Datum van binnenkomst | Hoogste positie | Aantal weken | Opmerkingen |
| ---------------------------------------------------------- | ---------------------- | --------------------- | --------------- | ------------ | ----------- |
| Thank you - Livin' live Birmingham, UK - October 30th 2014 | 2015                   | 07-11-2015            | 20              | 1            |             |